# Ferruccio Spinetti

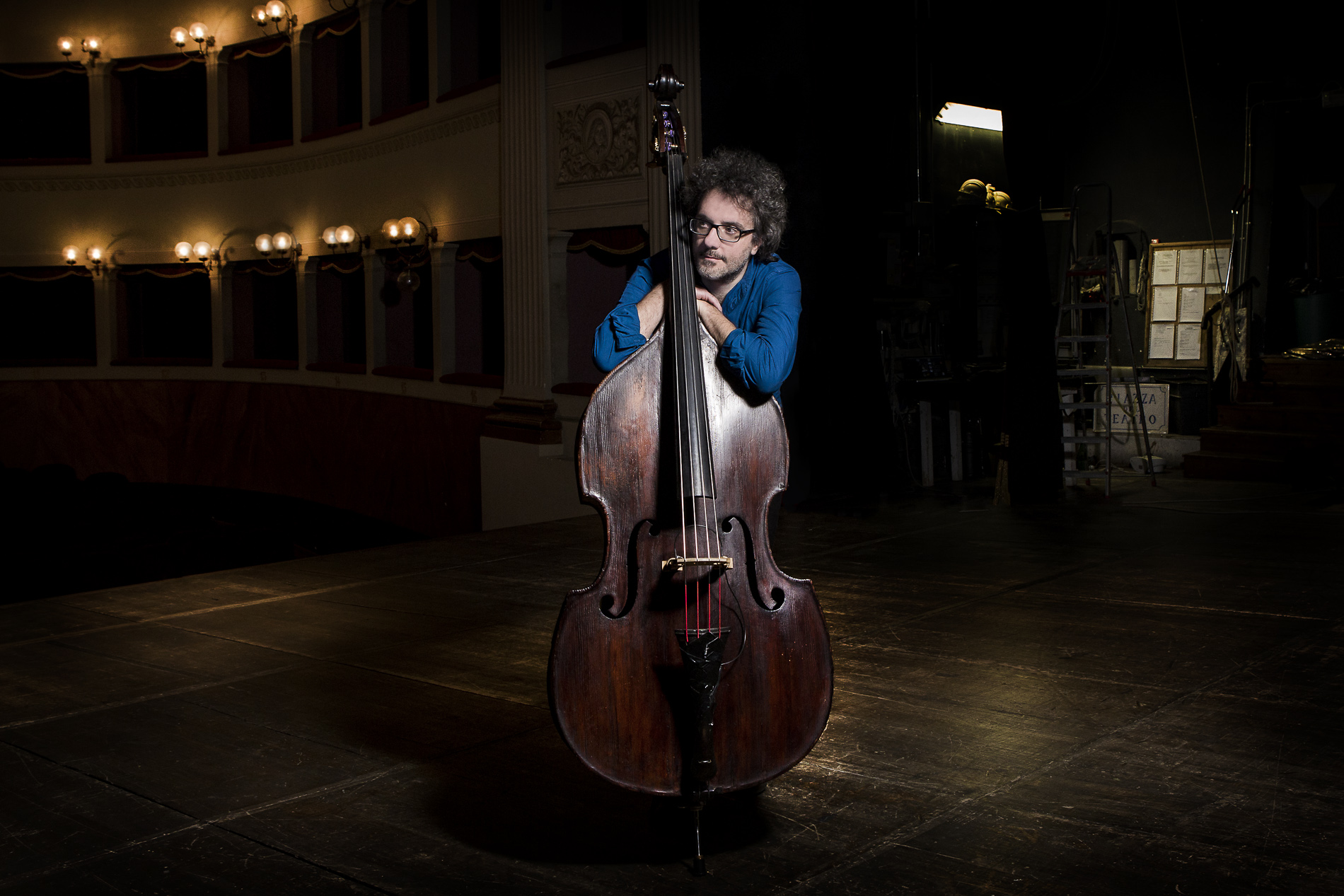
Ferruccio Spinetti (2006)

Ferruccio Spinetti (* 4. September 1970 in Caserta) ist ein italienischer Jazzmusiker (Kontrabass, Komposition), der auch im Bereich der Popmusik tätig ist.

## Leben und Wirken
Spinetti nahm zwischen 1989 und 1991 an den Jazzseminaren in Siena teil; sein Kontrabassstudium schloss er 1994 mit Bestnote und Auszeichnung ab. Er hat an Workshops von Franco Fabbrini, Fabrizio Bai, Mirko Guerrini, Giovanni Ceccarelli und Francesco Petreni teilgenommen.
Spinetti spielte zunächst im Piccola Orchestra Avion Travel, mit dem das Album Oppla (1993) entstand und für das er auch komponierte. Mit der Sängerin Nada Malanima und dem Gitarristen Fausto Mesolella gründete er 1997 das akustische Nada Trio, das zum künstlerischen Durchbruch der Sängerin beitrug. Weiterhin begleitete er den Singer-Songwriter Samuele Bersani.
Seit 2003 trat Spinetti zudem mit der Sängerin Petra Magoni im Duo Musica Nuda auf, das sehr erfolgreich war und bisher neun Alben veröffentlichte. Beim Meeting Etichette Indipendenti 2004 in Faenza gewann das Duo den Premio Italiano Musica Indipendente in der Rubrik für spezielle Projekte. 2007 wurde es im französischen Fernsehen mit den quatre clés de Télérama ausgezeichnet. Musica Nuda war 2009 die Vorgruppe bei der Deutschlandtournee von Al Jarreau, der sie 2010 in sein Weihnachtsprogramm im amerikanischen Fernsehen holte. 2013 folgte bei Blue Note Records als bereits siebtes Album Banda Larga, auf dem Musica Nuda von einem großen Orchester in Arrangements von Daniele Di Gregorio begleitet wurde, 2017 Legera und 2018 Verso Sud.
Daneben gehörte er zwischen 2004 und 2008 zum Quintett von Stefano Bollani (I Visionari). Er war dann Mitglied im Trio von Giovanni Ceccarelli (Météores 2011). 2010 produzieren Ceccarelli und er das Album InventaRio mit dem brasilianischen Musiker Dadi Carvalho und Francesco Petreni am Schlagzeug sowie Gästen wie Marisa Monte, Pacifico, Ivan Lins und Petra Magoni. Bei Blue Note folgte das Album InventaRio incontra Ivan Lins, auf der Lins mit der Gruppe InventaRio seine ins Italienische übersetzten Lieder interpretierte (die CD war 2014 für einen Latin Grammy nominiert).
Mit Giovanni Ceccarelli legte er 2020 das Album More Morricone vor; Gast auf vier Titeln ist die belgische Sängerin Chrystel Wautier. 2021 verfasste er den Soundtrack für den Film Anime Borboniche und die Originalmusik für den animierten Kurzfilm Ramondino Apologue's, der der Schriftstellerin Fabrizia Ramondino gewidmet ist.
Von 1997 bis 2004 war und seit 2012 ist Spinetti als Dozent an der Siena Jazz University tätig; 2013–14 lehrte er Kontrabass, Bass und Ensemblemusik am Rossini-Konservatorium in Pesaro. Seit 2016 unterrichtet er Jazz-Kontrabass am Conservatorio Francesco Morlacchi in Perugia.